# Rocbaron
Rocbaron este o comună în departamentul Var din sud-estul Franței. În 2009 avea o populație de 3.544 de locuitori.

## Evoluția populației
| An        | 1975 | 1982 | 1990  | 1999  | 2006  | 2009  |
| --------- | ---- | ---- | ----- | ----- | ----- | ----- |
| Populație | 310  | 778  | 1.774 | 3.026 | 3.264 | 3.544 |